# 正念
正念，又称內觀，是一種心理過程，通过有目的地将注意力集中于当下，不加评判地觉知一个又一个瞬间所呈现的体验的觉知力和深入观察的觉照，能以冥想和其他訓練發展而成。觉察同“表達當下念頭、現在進行式思維之正念”。
正念源自於念、禪、觀和藏傳冥想技巧。正念的定義和技巧範圍很廣，而佛教傳統解釋了正念的構成要素，即過去、現在、和未來的當下感覺和心智現象之生滅。現代西方社會中為正念的普及做出貢獻者包括釋一行、賀伯特·班森、喬·卡巴金、理查·戴維森和胡君梅。 
自1970年代以來，臨床心理學和精神病學已經開發了許多基於正念的治療方法，以幫助人們體驗各種心理狀況。正念練習已被用於減輕憂鬱症、降低壓力和焦慮，以及用於治療藥物成癮。而在學校、監獄、醫院、退伍軍人中心和其他環境中亦採用了以正念模式為基礎之計劃，並將之應用於諸如健康老化、體重管理、運動表現、特教需求，以及產期介入等。
臨床研究已證明，在不同類別患者以及健康的成年人和兒童中，正念對身體和心理健康都有好處。研究指出，特質正念與心理健康之間存在正相關關係。正念練習似乎有益於治療精神病患者，有研究提到，沉思和擔憂會導致多種心智疾病，而正念則可減少沉思和擔心，進而可預防心理健康問題的出現。
也有證據表明，進行正念冥想可能會影響身體健康。例如，反覆地生活在壓力想法（即沉思）中，似乎會增強生理壓力源（此為交感神經系統和下視丘-腦下垂體-腎上腺軸的持續活化之結果），這會導致身體健康相關的臨床表現。研究亦提到，減少沉思的正念冥想可能會改變這些生物臨床路徑。此外，正念有利於免疫系統和減少發炎，特別是可減少某些慢性疾病所產生的發炎狀況，有多項研究都支持這些發現。再者，正念亦可對大腦內建網路模式帶來較低的活化程度，進而降低罹患失智症和阿茲海默症的風險。
然而，有人對正念的商業化和過度的健康行銷提出質疑，強調需要更多的隨機控制研究、方法學上的細節陳述、以及使用更多的樣本數。

## 練習
正念練習是涉及培養把注意力集中在當下發生的任何事情上之技能的過程。

### 觀察呼吸、感受身體與其他技巧
這裡有幾種旨在培養正念冥想的練習方法，人們可以透過引導冥想以協助「掌握其竅門」。作為自我觀察和內感受的形式，這些方法增加了對身體的意識，因此它們通常對低自我意識或對自己的身體或情緒狀態意識低，或對自己的身體或情緒狀態認識不足的人有益處，並且會在那些非常關注自己、身體和情緒的人身上引起焦慮、苦惱、倒敘回憶、疼痛，甚至引發物質濫用。
- 一種方法是坐在直背椅子上，或以冥想姿勢（英语：Meditative postures）（盤膝而坐）於地板或墊子上，閉上眼睛，把注意力集中在鼻孔附近的呼吸感覺，或呼吸期間的腹部運動[58][12][3][59][web 1]
  - 在這種冥想練習中，人們並不會試圖控制自己的呼吸，而是試圖簡單地意識到自己的自然呼吸過程／節奏[4]。當進行這種練習時，人們的頭腦經常會跑到其他思緒或聯想上，若是如此，人們會被動地發現到自己經已走神，並且會以一種接受的、非批判的方式重新回到專注於呼吸這件事情上。

- 在感受身體冥想中，注意力會被集中於身體的各個部位，並注意當下的身體感覺[4][3][60][61][web 2][web 3][web 4]。

- 人們還可以專注於當下的聲音、感覺、想法、感受和動作[4][52][54]。在這方面，卡巴特-津恩於他的MBSR計劃中引入了一個著名的練習方法[web 5][62]——葡萄乾的正念品嚐[63]，那就是用心（可說是利用意志、意念、心智）的作用來品嚐葡萄乾，當中人們需要專注地品嚐和食用葡萄乾[64][65][66][note 2]。透過思維上訓練並重新連接內在飢餓與飽腹感，可使意念上的進食來維持健康的和有意識的進食模式[67]，因此讓正念飲食被認為是一種維持健康和有意識飲食模式的方式[68]。

- 其他方法包括練習瑜珈體式的練習，運動時需同時注意運動與身體感覺，以及步行冥想[4][3]。

### 時機
建議冥想者從每天約10分鐘的短暫練習開始。在人們進行持續練習後，他們會更容易把其注意力集中於呼吸上。一句古老的禪宗諺語為：「你應該每天靜坐冥想20分鐘——除非你太忙了。然後你應該坐一個小時。」

### 佛教語境；道德戒律
在佛教語彙中，遵守道德戒律是正念或冥想的重要準備階段。止和觀的概念還包括對苦、無我和無常現象的沉思與反思，以及對緣起和其他佛教教義的反思。

## 譯名
正念冥想是佛教傳統和實驗心理學的一部分。

### Sati 與 smṛti
佛教術語「正念」或「念」源於巴利語的 sati（天城文：सति），其對應的梵語為 smṛti（天城文：स्मृति）。它常被詮釋為「無遮的、純粹的注意力」，但在佛教傳統中，其意義和應用性是很廣的，且這些名詞的涵義都仍有討論空間。
根據 Bryan Levman 的說法，在傳統佛教的經、律、論 中，巴利語 sati 這個字有「記憶和紀念」之意，且若去掉了記憶這個元素，吾人便無法理解、應用、和實踐「正念」。
根據 Robert Sharf 的說法，梵語 smṛti 這個字最初是指「去記得、去重拾、去記住」的神聖吠陀經語意。而在《念處經》中，巴利語 sati 則是指去記得人世間可見的現象本質：法。Sharf 用《彌蘭王問經》來說明，「念」起可使人想起有益之法，如想起正念的四個基礎（即四念住或四念處）：身念住、受念住、心念住、法念住；想起五力：信力、精進力、念力、定力、慧力；和想起八正道：正見、正思維、正語、正業、正命、正精進、正念、正定。
根據 Rupert Gethin 的說法，
巴利語 sati 可用來覺知法、覺知事體關係、覺知相對價值。應用到四念住時，sati 可使瑜珈練習者「記得」人所感受到的事物都與萬物有關，亦即感官世界的拙劣、善惡、高下、黑白等，皆為相互存在。
Sharf 進一步指出，由於四念住須對現象出現時進行適當的道德價值區分，而四念住指的即是八正道中的「正念（正向的念頭。身受心法四念住，需與正見和正精進共同合作）」。因此四念住與現今對 sati 的流行詮釋「無遮的、純粹的注意力」毫無關係。據此，sati 所表達的就是「許多心念的狀況」，是故最合乎 mindfulness 原意的中文名詞即為正念（或念）。
Georges Dreyfus 也提到將 mindfulness 定義為「無遮的、純粹的注意力」或「不費心、無評斷、當下自我中心的覺知」似乎不夠完善。佛學語意中的 mindfulness 包含「記得」之意，其功能也涵蓋了訊息之保留。Sharf 注意到佛教徒平日練習的目標在於正確視野或正確觀念，並非僅是無遮的、純粹的注意力。Jay L. Garfield 引述寂天和其他資料，提到 mindfulness 有二個功能：提醒和謹記。從佛學範疇和現今 mindfulness 字詞源流來看，Garfield 認為正念練習和道德修養有直接關係。

### 英文翻譯
巴利語學者托馬斯·威廉·里斯·戴維茲（1843–1922）於1881年首次將 sati 這個巴利語翻譯為英文 mindfulness，用以表現出「正確的念」，意即正確的正念（或念）、主動的、警惕的心智（或意念）。
Daniel John Gogerly (1845) 首次將 sammā-sati 翻譯為「正確的冥想（correct meditation）」，戴維茲將其解釋為：
sati 字面上的意思是記憶，但人們卻又不斷地以「注意的和周到的 」的意思來談 sati。事實上，sati 所指的心智活動和心智持續存在之概念，這是好的佛教徒最常被灌輸的一種責任和本分。

### 其他翻譯
John D. Dunne主張，把 mindfulness當作是 sati 和 smṛti 的英文翻譯，這是很令人困惑的事。有許多佛教學者已經試圖將「記憶力 （retention）」當成 mindfulness 的替代性英文翻譯。菩提比丘法師也認為 sati 的意思是記憶。
sati/smṛti 曾經被翻譯為：
- 注意力 Attention（Jack Kornfield）
- 覺知 Awareness
- 聚焦注意力 Concentrated attention（Mahasi Sayadaw）
- 檢查 Inspection（Herbert V. Günther)
- 正念性的注意力 Mindful attention
- 正念 Mindfulness
- 回憶正念 Recollecting mindfulness（Alexander Berzin）
- 回憶 Recollection（Erik Pema Kunsang, Buddhadasa）
- 沉思覺知 Reflective awareness（Buddhadasa）
- 再次正念 Remindfulness（James H. Austin）
- 記憶力 Retention
- 自我回憶 Self-recollection（Jack Kornfield）

## 定義

### 心理學
A. M. Hayes 和 G. Feldman 強調正念是一種用來避免某種情緒和防止情緒介入過深的策略。正念亦是一種發展自我知識和智慧的方法。

#### 特質、狀態、和練習
根據Brown、Ryan和Creswell 的說法，正念的定義取決於個體自身和如何應用之。有人將正念當作一種心智狀態，有人則當它是一組技能和技術。正念的狀態和正念的特質是可以分別討論的。
根據David S. Black，正念最初與深奧的信仰和宗教有關，是某些人才能具備的能力，科學家將這個名詞變成可以量化的術語，以提供正念的操作性定義。Black提到三個可能的範疇：
1. 特質，一種性情特徵（維持相對較長時間的特質），是一個人較常進入和容易維持許多注意力的狀態。
2. 狀態，一種結果（透過正念訓練而產生的覺知狀態），是一種覺知當下的狀態。
3. 練習（正念冥想練習）。

##### 像特質的結構
Brown認為正念是：一種與被增強活動不同型態的意識顯現。透過特質結構的自我報告方式，人們已發展出正念的測量工具：
- 正念式的注意力覺知量表 - Mindful Attention Awareness Scale (MAAS)
- Freiburg 正念量表 - Freiburg Mindfulness Inventory (FMI)
- 肯塔基正念技巧量表 - Kentucky Inventory of Mindfulness Skills (KIMS)
- 認知與情意正念量表 - Cognitive and Affective Mindfulness Scale (CAMS)
- 正念問卷 - Mindfulness Questionnaire (MQ)
- 認知與情意正念量表(修訂版) - Revised Cognitive and Affective Mindfulness Scale (CAMS-R)
- 費城正念量表 - Philadelphia Mindfulness Scale (PHLMS)

##### 像狀態的現象
Bishop等人認為正念是：一種不費心、無評斷、當下自我中心的覺知，它會確認每一個因注意力而生起的思想、感覺、或知覺，並且就這麼接受它了。
測量工具有：
- 多倫多正念量表 - The Toronto Mindfulness Scale (TMS)，此量表將正念視為一種像狀態的現象，可經由一般性的練習將其喚醒或維持之。
- 狀態性正念量表 - The State Mindfulness Scale (SMS)，此量表包含21題整體性的狀態正念問題，它另有二個子量表(心智狀態正念和身體狀態正念)。

#### 正念的練習
正念的練習，有以下幾種描述方式：
- 正念是一種起源於東方冥想練習之聚焦注意力方式。
- 用特定方式聚焦注意力：故意地、當下地、無評斷地。
- 將全部注意力放在所經歷到的每一個當下。

根據 Steven F. Hick 的說法，正念練習包括正式的與隨意的冥想練習、和非冥想式的練習。正式正念（或正式冥想）是一種將注意力持續放在身體、呼吸、知覺、或當下興起的念頭；隨意的正念應用在每日的正念性注意力。非冥想式的練習則是特別用在辯證行為療法和用在接受與承諾療法。

### 現代冥想教學所興起的正念定義
從1970年代開始，大部分的冥想書籍都使用類似喬·卡巴金所提出的正念定義：「當下的覺知（present moment awareness）」。但近來有許多冥想教師提出不太一樣的正念定義，如楊增善認為能夠同時有聚焦能力、知覺清晰、心神安寧的人，才是一個正念的人。John Yates (Culadasa) 則認為注意力和對周遭事物覺知能力是二種可以區別開來的能力，他定義正念為：「注意力和對周遭事物覺知能力之最適交互作用。」

### 佛教
根據美國佛教徒Bhante Vimalaramsi的專書《靜智洞察冥想指引》（A Guide to Tranquil Wisdom Insight Meditation），他認為正念之字意常和佛教的原始涵義不同，他提供的定義是：
正念意指記得去觀察心智注意力如何從一事物轉到另一事物。正念的第一步是記得去觀照內心、記得在心思混亂時回到冥想的主體，第二步則是觀察心智注意力如何從一事物轉到另一事物。

### 其他用法
在西方佛教徒開始使用 mindfulness 之前，此英文字早已存在。1530年首次以 myndfulness 的拼法出現，是由約翰·帕爾格雷夫翻譯法文pensée（思想）；1561年拼為 mindfulnesse；1817年拼為 mindfulness。就詞法學的角度而言，更早的型態包括mindful（首次記載於1340年）、mindfully（1382年）及已淘汰的mindiness（約1200年）。
根據《韋伯字典》，mindfulness 可意指「一種覺知的狀態（a state of being aware）」，同義字為覺醒、注意、警覺、謹慎、盡職、覺知、意識和觀察。

## 科學研究

### 正念練習的效果和功效
自1970年以來，正念獲得了越來越多以經驗為依據的關注，並且經常被研究作為壓力管理的干預措施。薈萃分析表明它對健康成年人、青少年和兒童，以及針對不同的健康相關結果（包括體重管理、精神疾病、心臟病、 睡眠障礙、癌症護理、成人自閉症治療、多發性硬化症及其他健康相關疾病）的有益影響。2014年於JAMA上發表的一項經常被引用關於冥想研究的薈萃分析指出沒有足夠的證據證明冥想計劃對積極的情緒、注意力、物質使用、飲食習慣、睡眠和體重具任何影響，但發現有適度的證據表明冥想可以減少焦慮、抑鬱和疼痛。然而，這項研究包括一組高度異質的冥想風格（即它並沒有專門關注正念冥想），這是本研究的一個重大局限性。此外，雖然眾所周知正念對診斷出患有各種類型癌症的個體具有積極的心理影響，關於它對患有前列腺癌的男患者療效的證據尚不清楚。
儘管一些研究的方法論質量參差，然而經已進行了數以千計的冥想研究，最近的評論指出了當中的許多問題。儘管如此，正念冥想是一個熱門的研究課題，許多冥想對各種條件和結果都有潛在的好處。例如，正念練習也被用於改善運動表現，作為對有特殊需要兒童及其照顧者的有益干預，作為失眠症患者的可行治療選擇，作為健康老齡化的有效干預措施，作為皮膚狀況管理的策略，並作為懷孕和圍產期的干預措施。最近的研究還表明，正念冥想可以利用多種獨特的機制顯著減輕身體疼痛。冥想也可以讓人調節疼痛。當人們暴露於加熱引起的疼痛時，正念冥想參與者的腦部掃描（透過使用功能性磁振造影）顯示他們的大腦同樣注意到該疼痛，然而它不會轉換為可感知的疼痛信號。因此，他們的疼痛減輕了40%至50%。
此外，正念冥想似乎也會導致端粒長度增加，考慮到短端粒可能是多種慢性健康狀況發展的風險因素，這是一個重要發現。研究還調查了針對不同患者群體的正念運動和正念練習。基於正念的方法是越來越多興趣研究的主要課題，從2003年發表了52篇論文，到2012年增加到477篇。直至2014年初，經已發表了近100篇的隨機對照試驗。

### 神經學研究
研究性學習也集中於利用神經成像技術、生理測量和行為測試來研究正念對大腦的影響。關於正念冥想如何運作的神經學觀點研究表明，它在注意力調節、身體意識和情緒調節的組成部分中發揮作用。在考慮到責任感、真實性、同情心、自我接納和性格等方面時，研究表明，正念冥想有助於形成更連貫、更健康的自我意識和認同感。神經成像技術表明，正念冥想等正念練習跟「前扣帶皮層、島葉、顳頂交界點、額葉邊緣網絡和預設模式網絡的結構」。此外，正念冥想可以預防或延緩輕度認知障礙和阿茲海默症疾病的發作。此外，正念引起的情緒和行為變化被發現是跟大腦的功能和結構變化有關。也有建議大腦的預設模式網絡可用作監測冥想治療效果的一種潛在生物標誌物。最近的研究還表明，正念練習可以影響基因表達，從而降低炎症相關疾病的風險和生物標誌物的有利變化。
在正念減壓之後，大腦區域中負責調節情緒、自我參照處理、學習和記憶過程的灰質濃度顯示出密度變化。此外，正念減壓的實踐與免疫系統的改善有關，這可以解釋減輕壓力與提高生活質量之間的相關性。這些變化的部分原因是前額葉皮層（執行功能）和海馬體（學習和記憶能力）增厚的結果，杏仁核（情緒和壓力反應）的萎縮，與加強腦細胞之間的聯繫。相比於不冥想的人，長期冥想者有大量的腦迴化（大腦皮層的「折疊」，可能會讓大腦更快地處理信息）。再者，在旋轉量和冥想年數之間發現了直接相關性，這可能進一步證明了大腦的神經可塑性，或適應環境變化的能力。

### 正念與其他變體的關聯
正念（作為一種特質，有別於正念「練習」）與許多結果有關。綜上所述，鏗（Keng）、斯莫斯基（Smoski）與羅賓斯（Robins）總結為：「特質正念與具有更高水平的生活滿意度、宜人性、盡責心、活力、自尊、同理心、自主感、能力、樂觀和愉快的情感相關聯。2020年的一項研究發現了正念(正念)傾向與親社會行為之間的聯繫。研究還表明，正念與抑鬱、神經質、心不在焉、游離、沈思、認知反應、社交焦慮、情緒調節障礙、經驗性迴避、述情障礙、精神病背景下的妄想體驗強度與一般的心理症狀之間存在著顯著的負相關（引文中省略了對基礎研究的參考）。

### 正念的效果
跟正念計劃的影響相比，人們鮮有進行對增加或減少該機制的研究，因此我們對正念練習的相關組成部分所知甚少。例如，綜合分析表明，跟主動控制組別相比，正念練習確實會增加正念。這可能是因為我們不知道如何衡量正念。這也可能是正念是劑量依賴性的，並隨著經驗的增長而增加。發現「結果為自我報告的正念與冥想練習之間的關聯提供了證據，並表明正念與當前的持續實踐特別相關，而不是多年積累的練習。」對其他機制的一些研究經已完成。一項從注意力競爭的角度對這種機制進行了概念化的研究，這可能是因為我們不知道如何衡量正念。在對該框架的測試中，發現正念與（正如預測的那樣）具有被激活的保持正念意圖、感覺良好、不著急與非常忙碌相關聯。關於感覺良好和正念之間的關係，一項不同的研究發現，因果關係可能是雙向的：感覺良好會增加正念，而正念增加會讓人感覺良好。
一種理論提出了一種稱為「重新感知」的額外機制。重新感知是在經歷了所有的意圖、注意力、和態度之後，在保持正念的過程之後所產生的有益效果。人們透過重新感知，其視角發生了轉變。重新感知容許從思想、情感與生理感覺分離，並允許一個人與他們共存而不是被他們定義。

## 關注與批評

### 學術研究
以上所引用的許多綜述研究還表明有必要在該領域進行更多高質量的研究，例如使用更大的樣本量進行干預研究，使用更多的隨機對照研究，以及在報告的研究中提供更多方法細節的必要性。大多數研究也把正念作為一種特質以作衡量，並且在臨床實踐中使用正念干預的研究中，缺乏真正的隨機化對理解正念的真正有效性造成了問題。然而，使用隨機樣本的實驗方法表明，正念作為一種狀態或臨時做法可以影響厭惡等感受情緒並促進抽象決策。還有一些評論研究表明正念干預組與對照組之間幾乎沒有區別，儘管它們也確實表明他們的干預組接受的治療時間太短，以至於研究無法得出結論。在例如運動的某些領域中，跨研究之間缺乏內部有效性，因此無法對正念的影響作出任何強而有力的主張。這些研究還列出了進行更強有力的研究調查的必要性。這還確定了與正念評估有關的幾個問題，包括目前正使用的自我報告問卷。潛在的偏見也存在於該領域的研究人員，他們也是該領域的從業者，可能會受到壓力而發表正面或顯著的結果。
許多學者批評了近年的西方心理學出版物中有關正念的定義或表現方式。這些現代理解與早期佛教典籍中有關於正念/正念的描述，以及上座部佛教的權威評論與印度大乘傳統大相逕庭:62。亞當·瓦萊里奧（Adam Valerio）提出了這樣的一種觀點，即學術與學科之間關於正念的定義、理解和普遍呈現方式的衝突可能表明個人、機構或典範式爭奪對正念(正念)的擁有權，學者、研究人員和其他作家跟宗教團體以個人的身份作出大致相同的方式投入。

### 缺點
正念作為一種「商品」的普及遭到批評，被一些評論家稱為「麥克正念（McMindfulness）」。根據約翰·賽峰（John Safran）的說法，正念的普及是營銷策略的結果：「麥克正念是對構建夢想的營銷；是一種理想化的生活方式；一種身份改造。」心理學家湯馬士·喬伊納認為，現代正念冥想已被自助名人「腐蝕」以獲得商業利益，並暗示它鼓勵不健康的自戀與自我迷戀的心態。根據珀澤（Purser）和洛伊（Loy）的說法，正念並沒有被用作喚醒對「貪婪、惡意、妄想的不善根源」的洞察手段，但它被重新塑造成一種「平庸的、治療性的、自助的」技術，這具有增強這些熱情的反效果。雖然正念被宣傳為減輕壓力的一種方式，但在佛教語境下，它是一個包羅萬象的道德計劃的一部分，旨在培養「明智的行為、社會和諧和同情心」。正念私有化忽略了對社會和組織原因感到的壓力與不適，而是對這些情況的傳播適應。根據菩提比丘所說，如果沒有尖銳的社會批判，佛教修行很容易被用來證明和穩定現狀，成為了消費資本主義的強化力量。這個正念新品牌的流行正透過自助書籍、冥想指導課程和正念靜修使冥想變得商業化。
|  | 正念據說是一個價值$40億美元的產業。亞馬遜上出售的超過60,000多本書籍的標題中都包含著「正念」的變體，宣傳著正念育兒、正念飲食、正念教學、正念治療、正念領導、正念財務、正念國家和正念狗主......的好處，僅舉幾例。 |

佛教評論家批評該運動被描述為等同於佛教修行，而實際上它很可能已變質並產生不良後果，例如沒有傳統反思道德的基礎，因此偏離了傳統佛教倫理。批評建議將其道德化或重新道德化為基於臨床的倫理學。這衝突通常跟導師的資歷和資格有關，而不是學生的實際實踐。受佛教影響的改革實踐正在標準化和手冊化，與佛教截然不同—這被視為一種以寺院為基礎的宗教—並在現代冥想中心實踐新的心理學倫理中表現為「正念/正念」。

### 風險
在媒體報導中，人們把練習正念後所增加的恐懼和焦慮、恐慌或「崩潰」歸因於意想不到的效果，他們認為這可能會暴露於雙相情緒障礙症或壓抑的創傷後壓力症症狀。然而，根據已發表的同行評審學術文章，冥想的這些負面影響對於正念冥想來說是罕見的，並且似乎是由於對真正構成正念／冥想練習的的實際理解不足而發生的。